# Suburbicair bisdom Palestrina
Het Bisdom Palestrina (Latijn: Dioecesis Praenestinus, Italiaans: Sede suburbicaria di Palestrina) is een suburbicair bisdom nabij Rome. Het bisdom werd gesticht in de 4e eeuw. De zetel van dit bisdom staat in Palestrina. De kathedraal is toegewijd aan Agapitus van Palestrina, een martelaar uit de Romeinse tijd.
De huidige kardinaal-bisschop van Palestrina is José Saraiva Martins. Het dagelijks bestuur van het bisdom berust bij een andere bisschop: Mauro Parmeggiani.

## Statistieken
Het bisdom heeft 88.000 inwoners. Zij worden bediend in 49 parochies. Er zijn 46 priesters in het bisdom actief.

## Kardinaal-bisschoppen van Palestrina sinds de twintigste eeuw
| Periode episcopaat | Naam bisschop            |
| ------------------ | ------------------------ |
| 1897-1900          | Camillo Mazzella         |
| 1900-1930          | Vincenzo Vannutelli      |
| 1933-1936          | Luigi Sincero            |
| 1936-1939          | Angelo Maria Dolci       |
| 1939-1947          | Carlo Salotti            |
| 1948-1970          | Benedetto Aloisi Masella |
| 1972-1986          | Carlo Confalonieri       |
| 1986-2008          | Bernardin Gantin         |
| 2009-heden         | José Saraiva Martins     |

## Kardinaal-bisschoppen van Palestrina die paus werden
| Periode episcopaat | Naam bisschop                   | (latere) pausnaam |
| ------------------ | ------------------------------- | ----------------- |
| 1281-1288          | Girolamo I Masci                | paus Nicolaas IV  |
| 1523               | Alessandro Farnese              | paus Paulus III   |
| 1602-1605          | Alessandro Ottaviano de' Medici | paus Leo XI       |